# Dimanche (album)
Albums de Oldelaf
Le monde est beau
(2011) Goliath
(2018)
Singles
1. Je mange
2. La Belle Histoire
Sortie : 13 Janvier 2014

Dimanche est le deuxième album solo d'Oldelaf. Il sort le 27 janvier 2014.
Dans cet album sont présentes plusieurs collaboration comme avec Kyan Khojandi pour les textes de "Kleenex". On peut entendre les voix de GiedRé, Arnaud Joyet et Emmanuel Urbanet dans "Digicode" et Mathieu Madénian en piste cachée.

## Titres
Toutes les paroles sont écrites par Olivier Delafosse (sauf "Kleenex"), toute la musique est composée par Olivier Delafosse.
| 1.    | Le Bruit                                                  | 2:32 |
| 2.    | Je mange (Participation de Jonathan Lambert dans le clip) | 3:34 |
| 3.    | Kleenex (texte par Olivier Delafosse et Kyan Khojandi)    | 2:49 |
| 4.    | La Belle Histoire                                         | 2:48 |
| 5.    | Joli Dimanche                                             | 3:14 |
| 6.    | Qu'est-ce qu'on va en faire ?                             | 3:04 |
| 7.    | Nos Jours heureux                                         | 4:04 |
| 8.    | Ça changera rien                                          | 3:32 |
| 9.    | Le Dimanche après-midi                                    | 3:26 |
| 10.   | Digicode                                                  | 2:41 |
| 11.   | Je suis bien                                              | 2:56 |
| 12.   | Je ne sais pas                                            | 3:56 |
| 13.   | Stockholm                                                 | 5:47 |
| 14.   | La Peine de mort                                          | 3:47 |
| 15.   | Au fond du verre (souscription Oocto uniquement)          | 3:21 |
| 16.   | La peine de mort (souscription Oocto uniquement)          | 3:46 |
| 17.   | Lolita (souscription Oocto uniquement)                    | 2:32 |
| 48:10 |                                                           |      |